# Biserica reformată din Băgara
Biserica reformată din Băgara este un monument istoric aflat pe teritoriul satului Băgara; comuna  Aghireșu.

## Localitatea
Băgara (în maghiară Bogártelke) este un sat în comuna Aghireșu din județul Cluj, Transilvania, România. Prima menționare documentară a satului Băgara este din 1299. În Evul Mediu sat preponderent maghiar), aparținând Abației Benedictine Cluj-Mănăștur.

## Biserica
- Biserica Reformată-Calvină (inițial Romano-Catolică; ridicată în 1509, în cinstea Sfântului Ladislau de către proprietarul satului, János Bojár) are o decorație interioară remarcabilă. Tavan cu casete din lemn și coronamentul amvonului create de maestrul sas clujean Lorenz Umling cel Bătrân[2].

După reforma protestantă și aducerea iezuiților la Cluj-Mănăștur, catolicii au cerut și au recuperat fosta lor biserică, pe care au folosit-o din 1741 timp de 45 de ani.

## Imagini din exterior

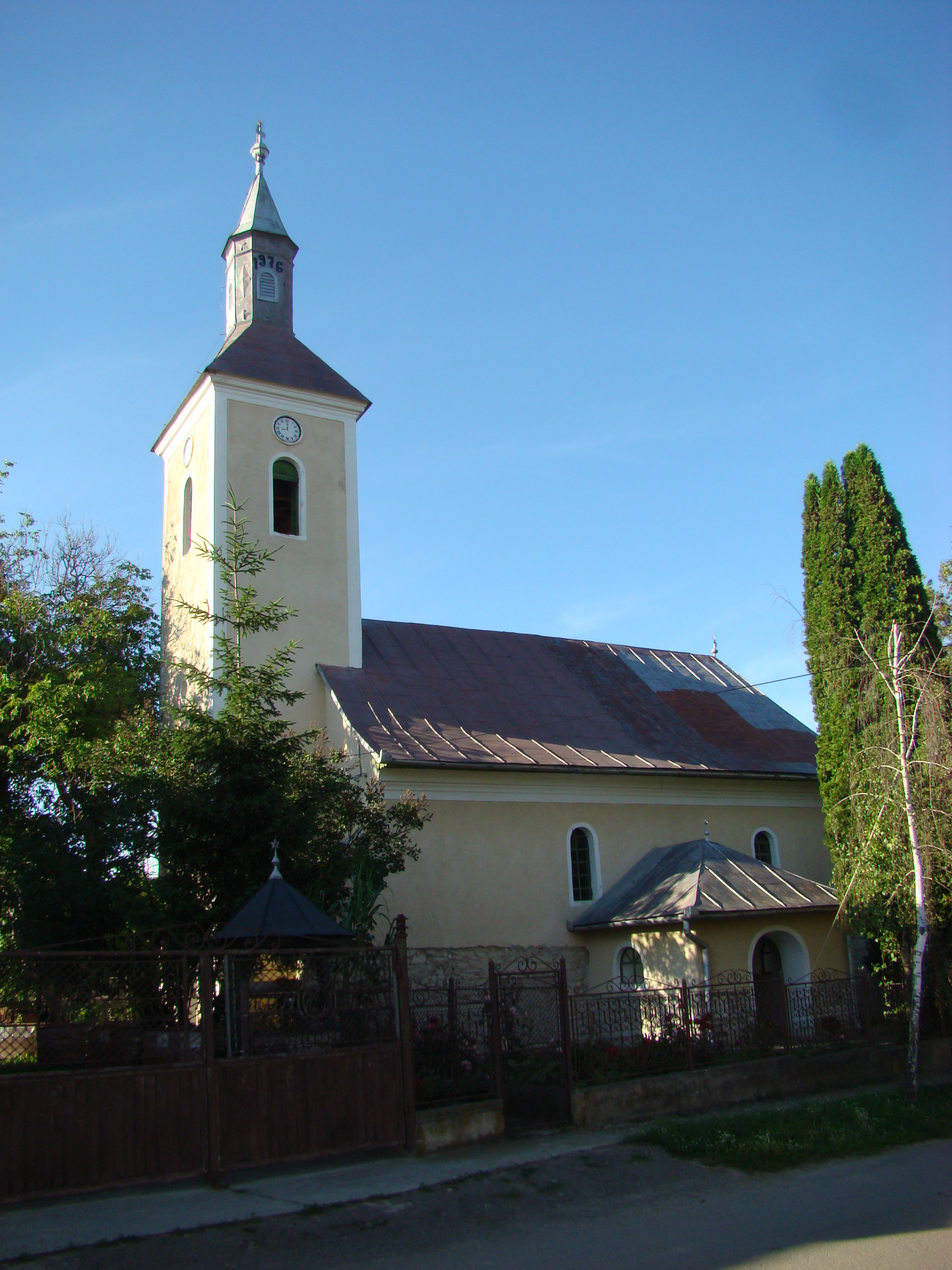
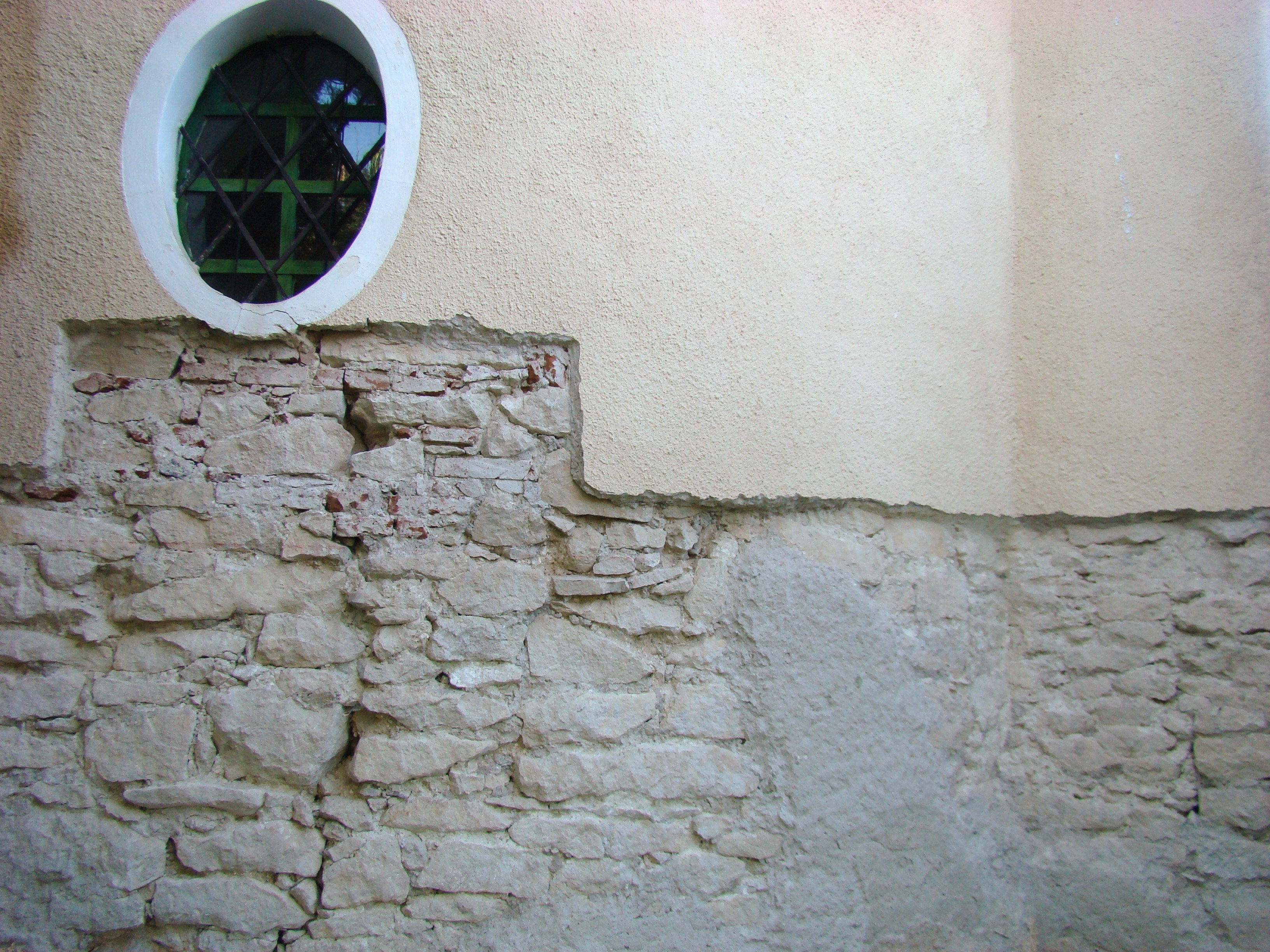
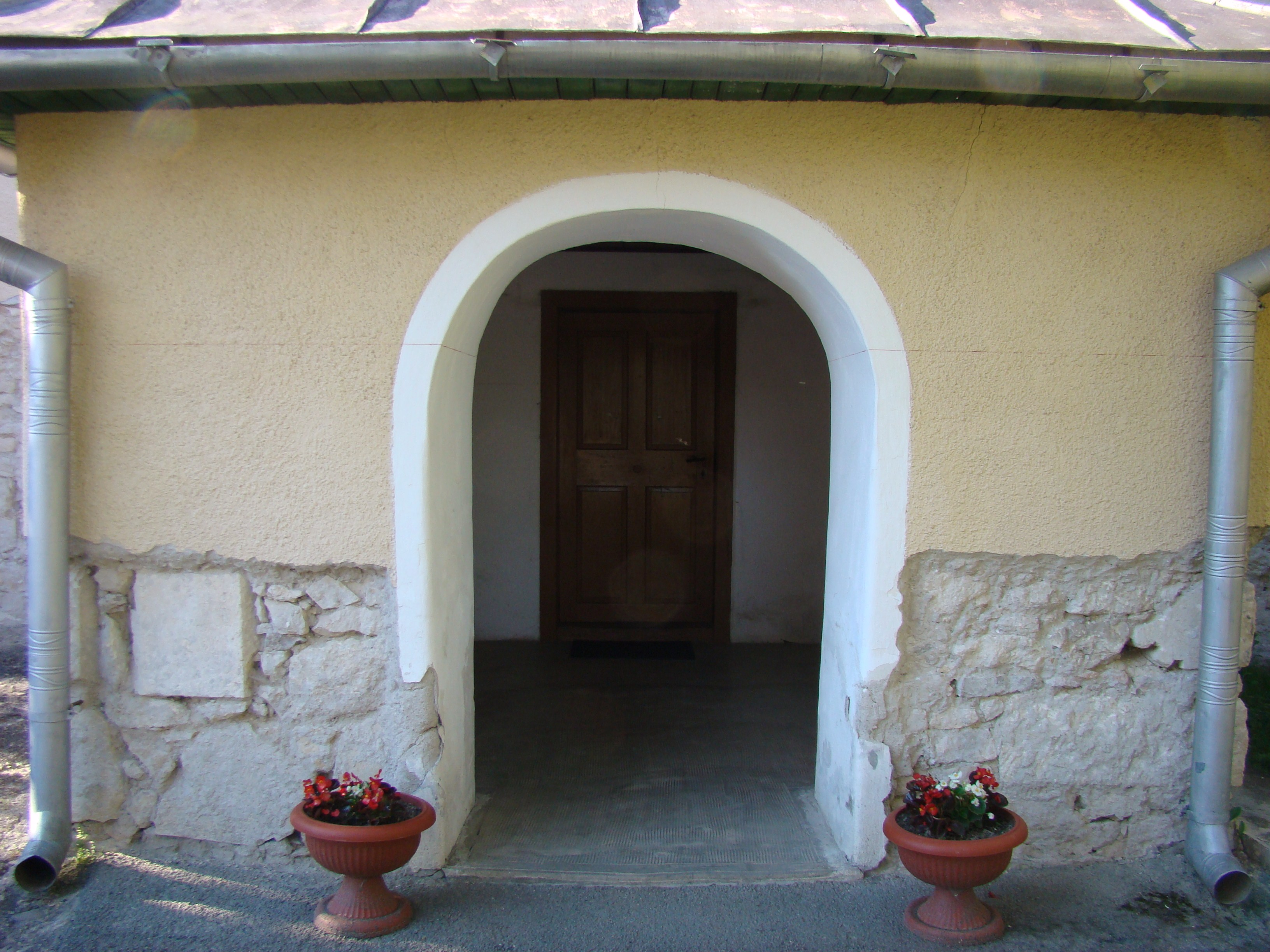
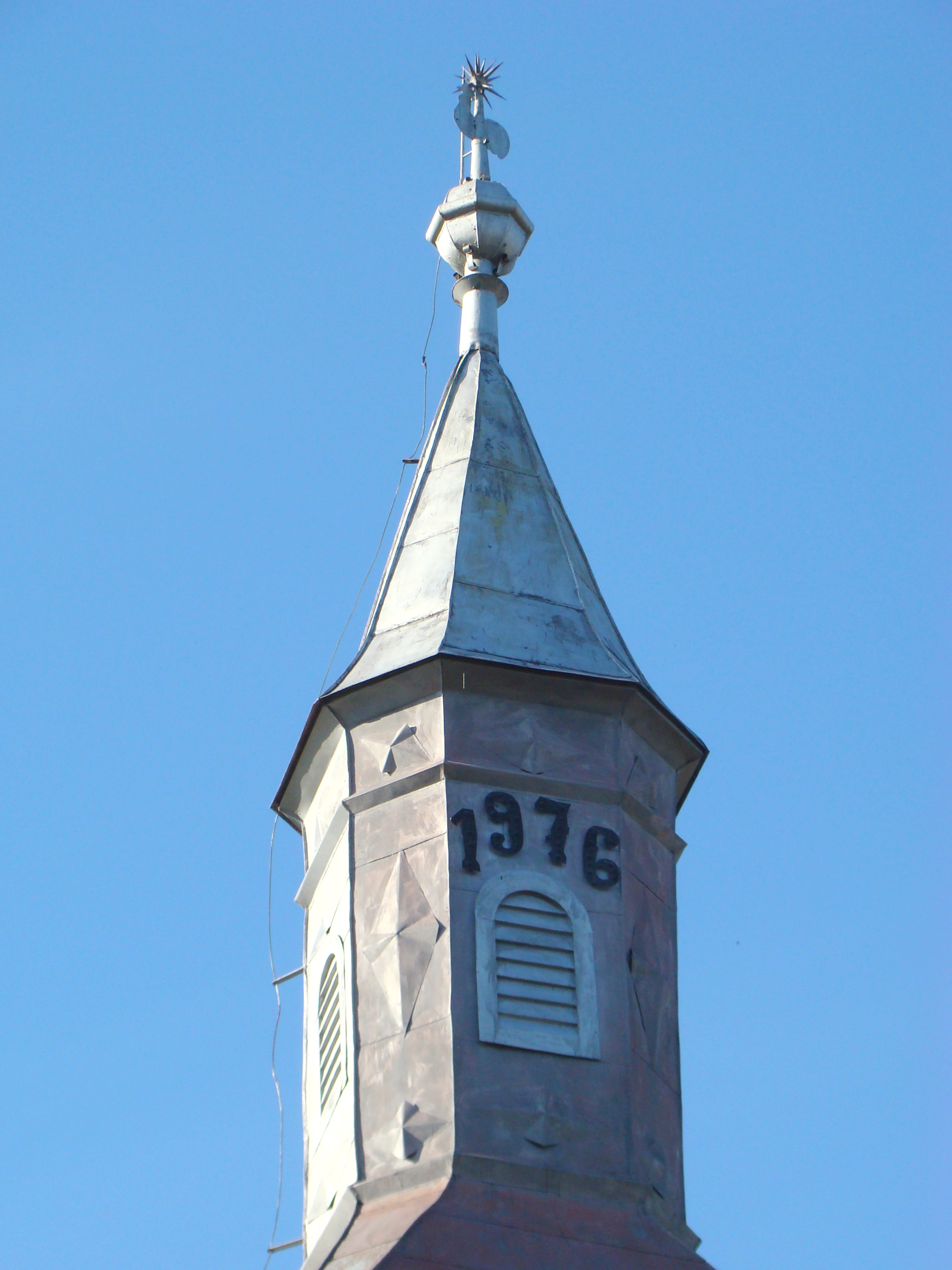
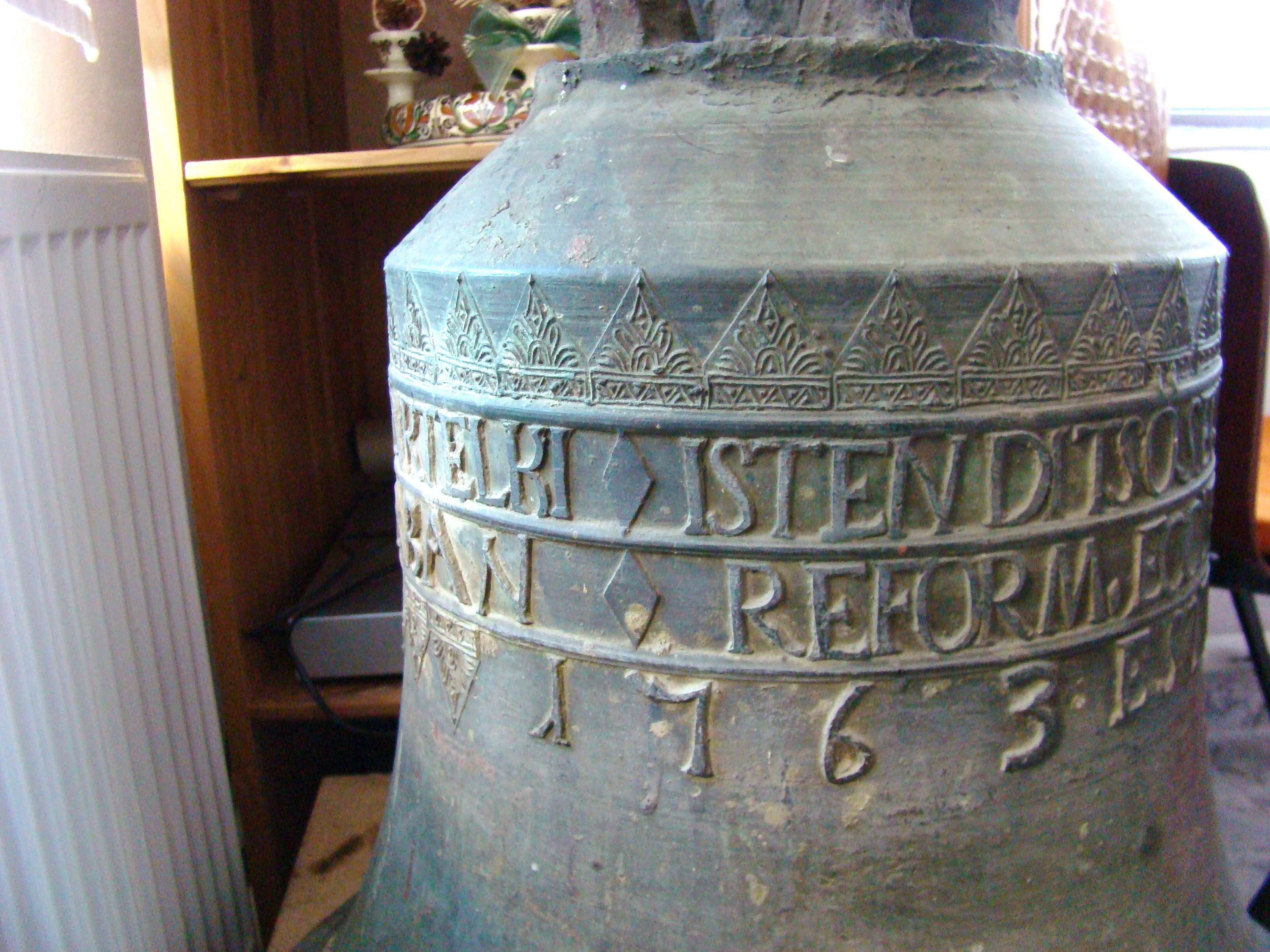
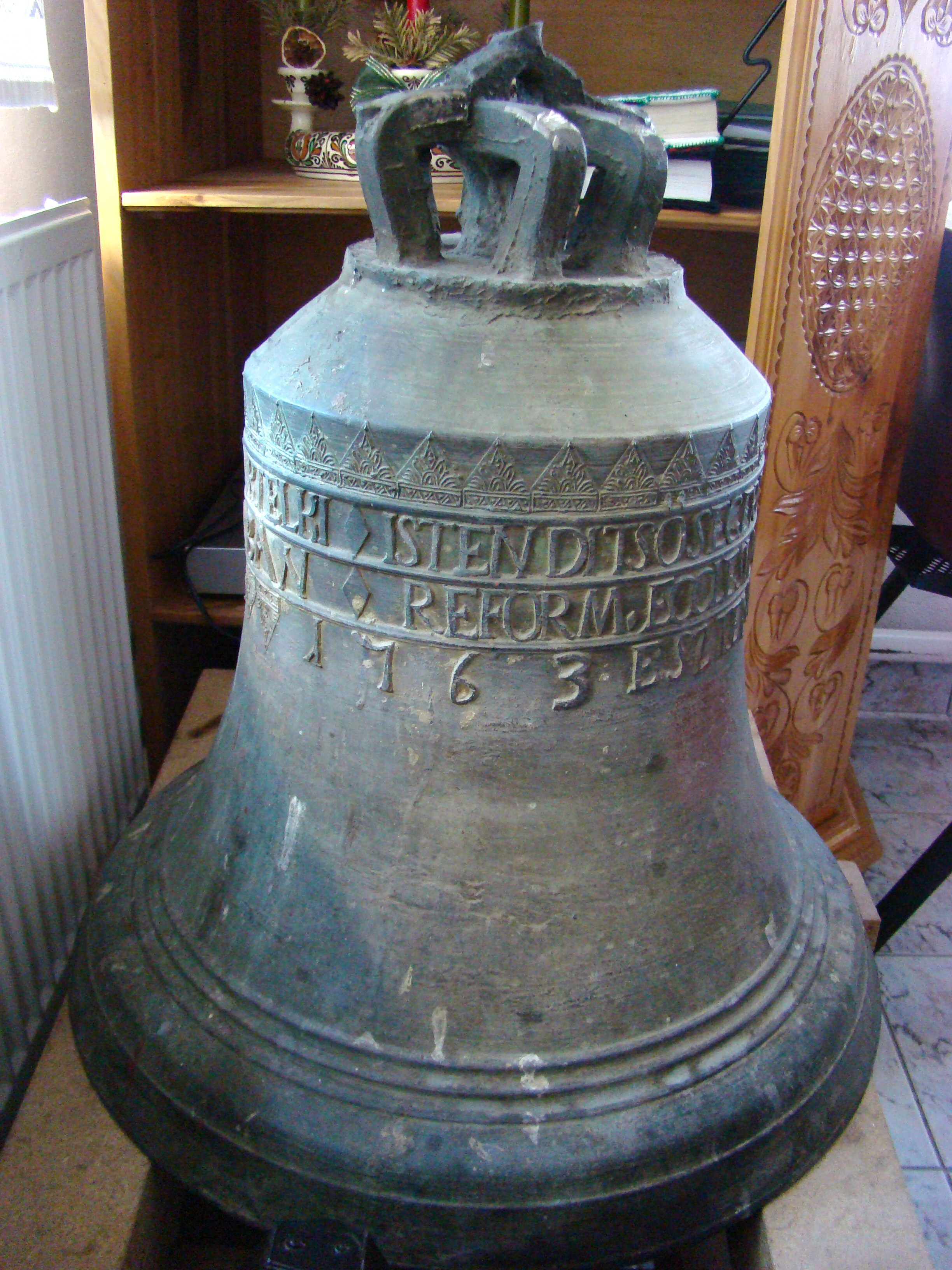
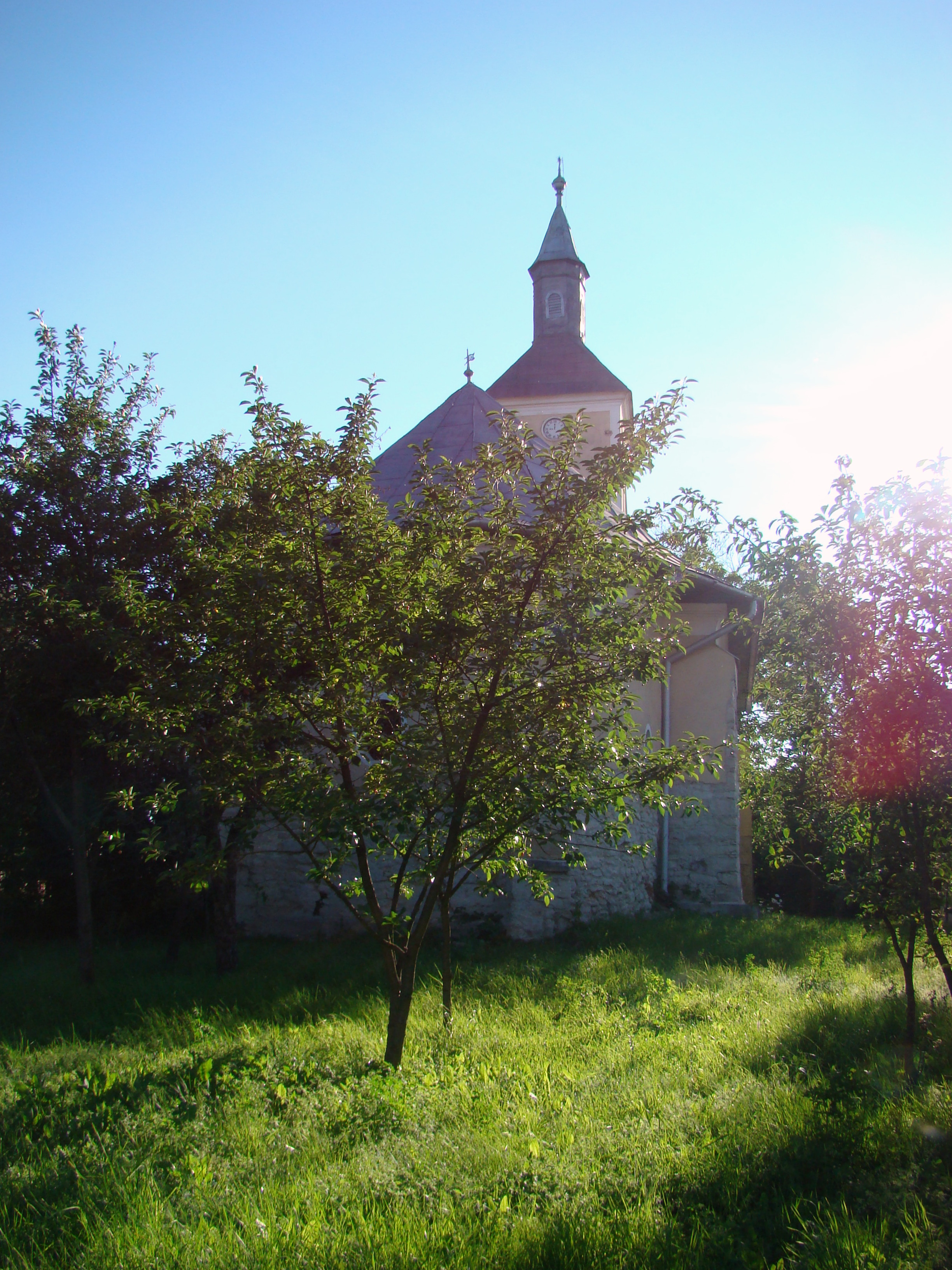
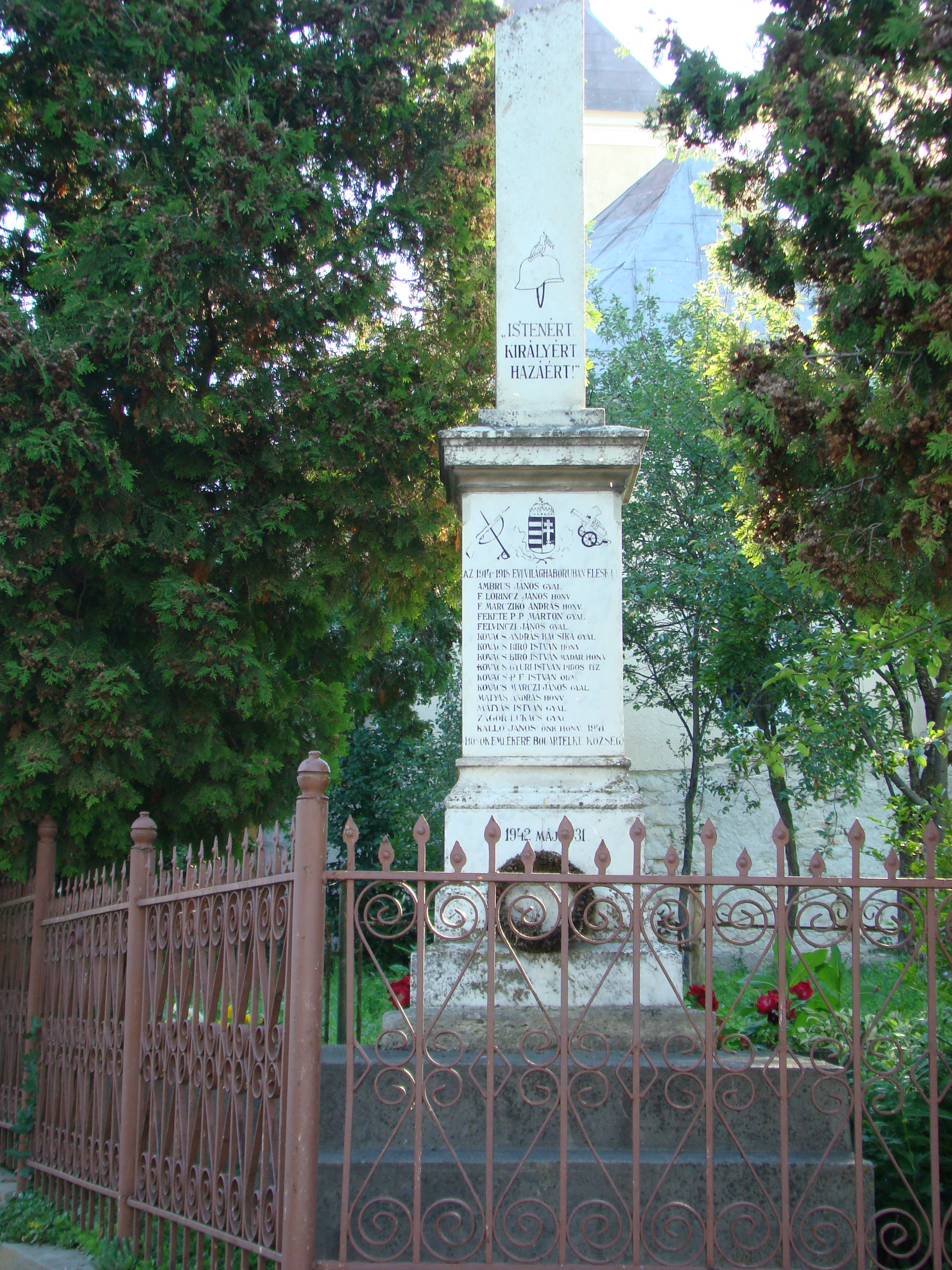
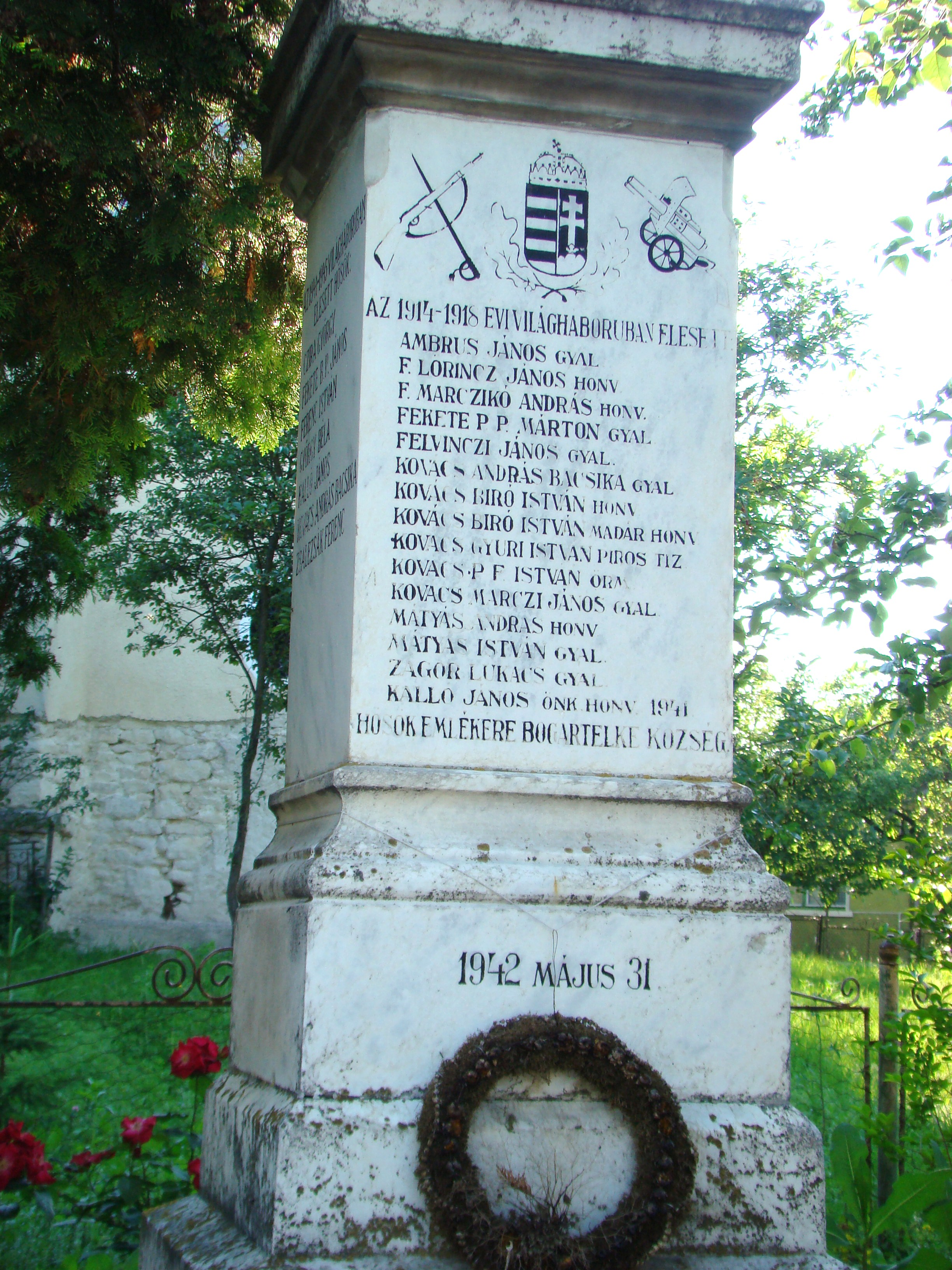
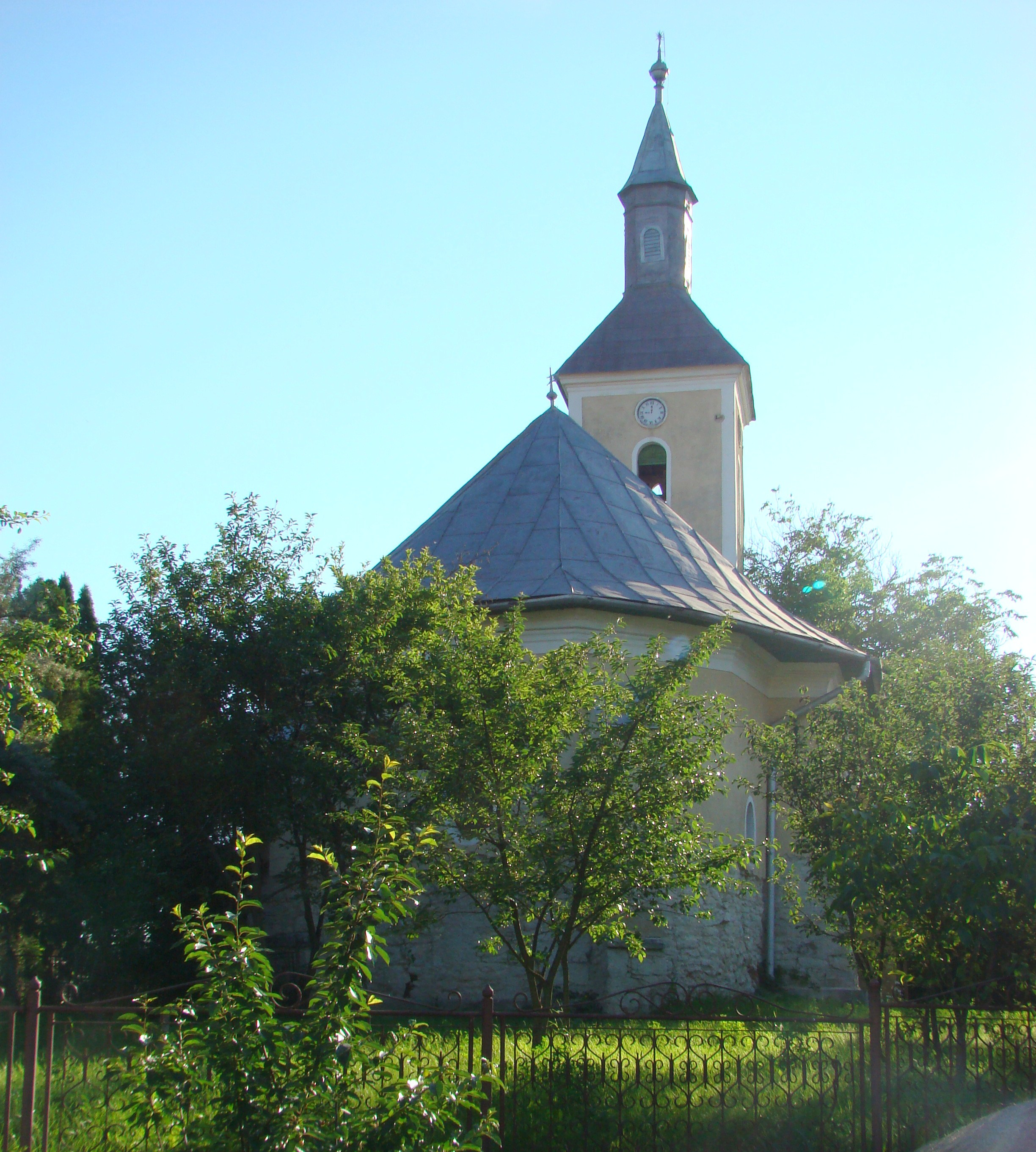

## Vezi și
- Băgara, Cluj

## Imagini din interior

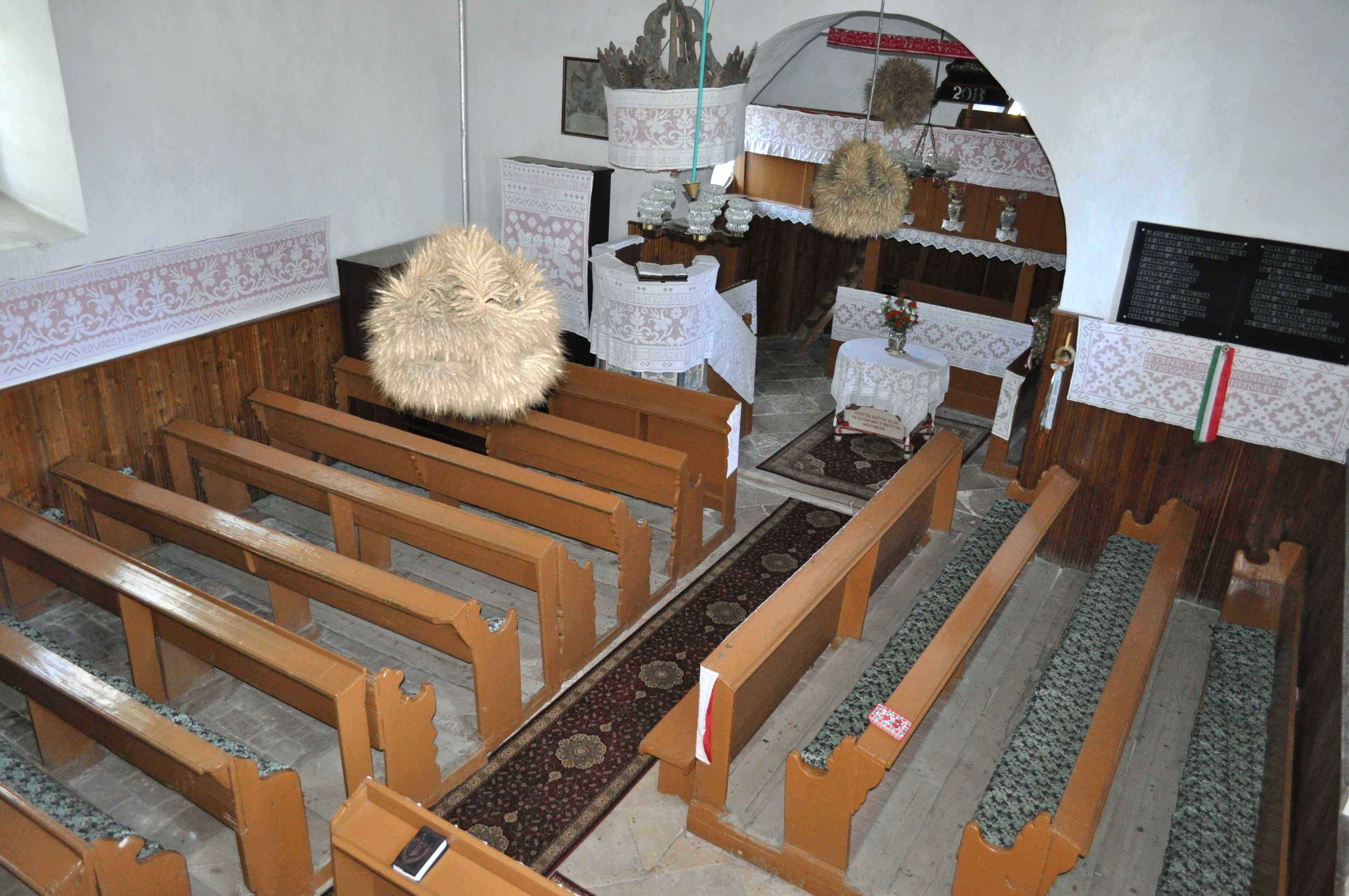
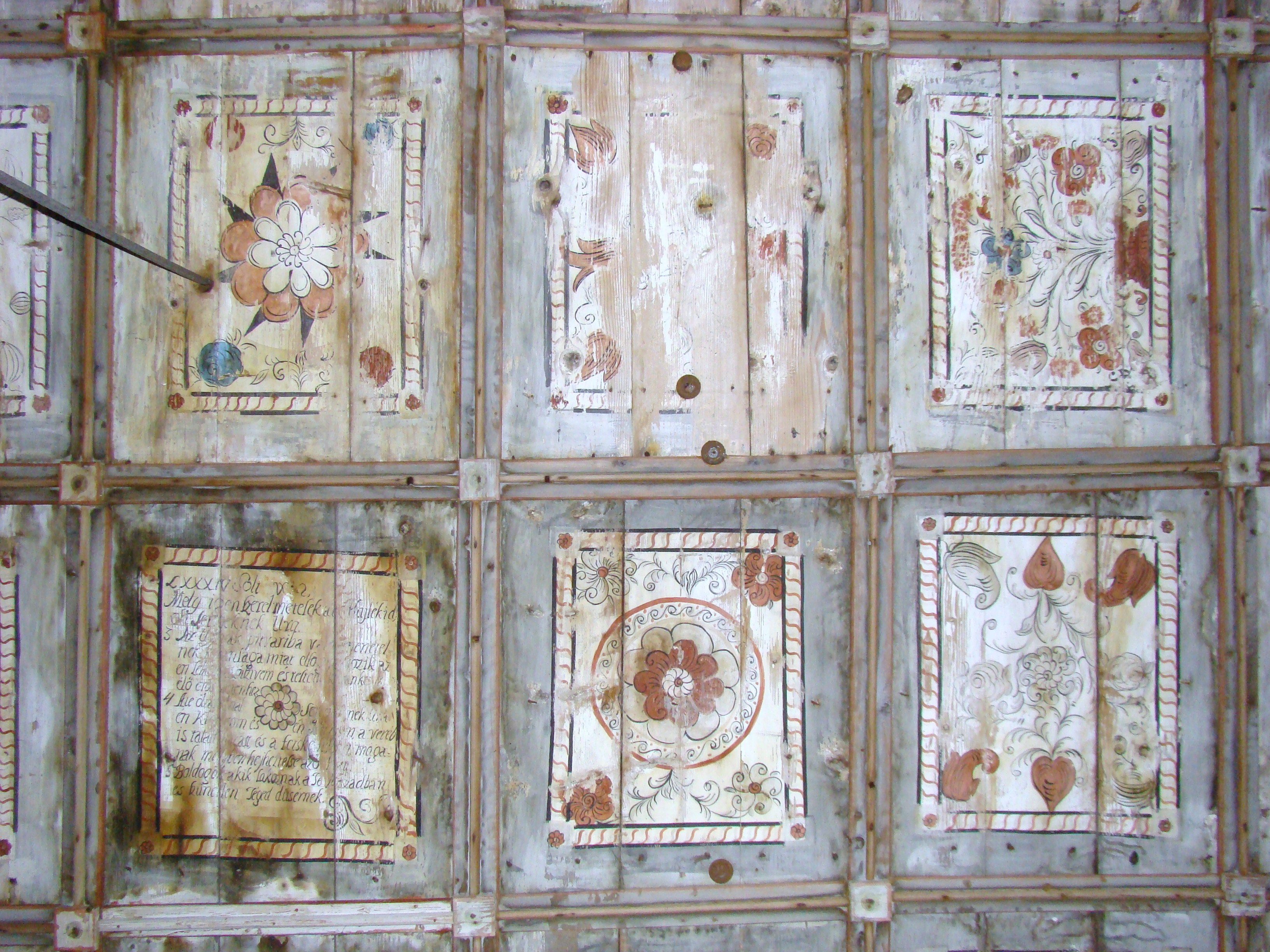
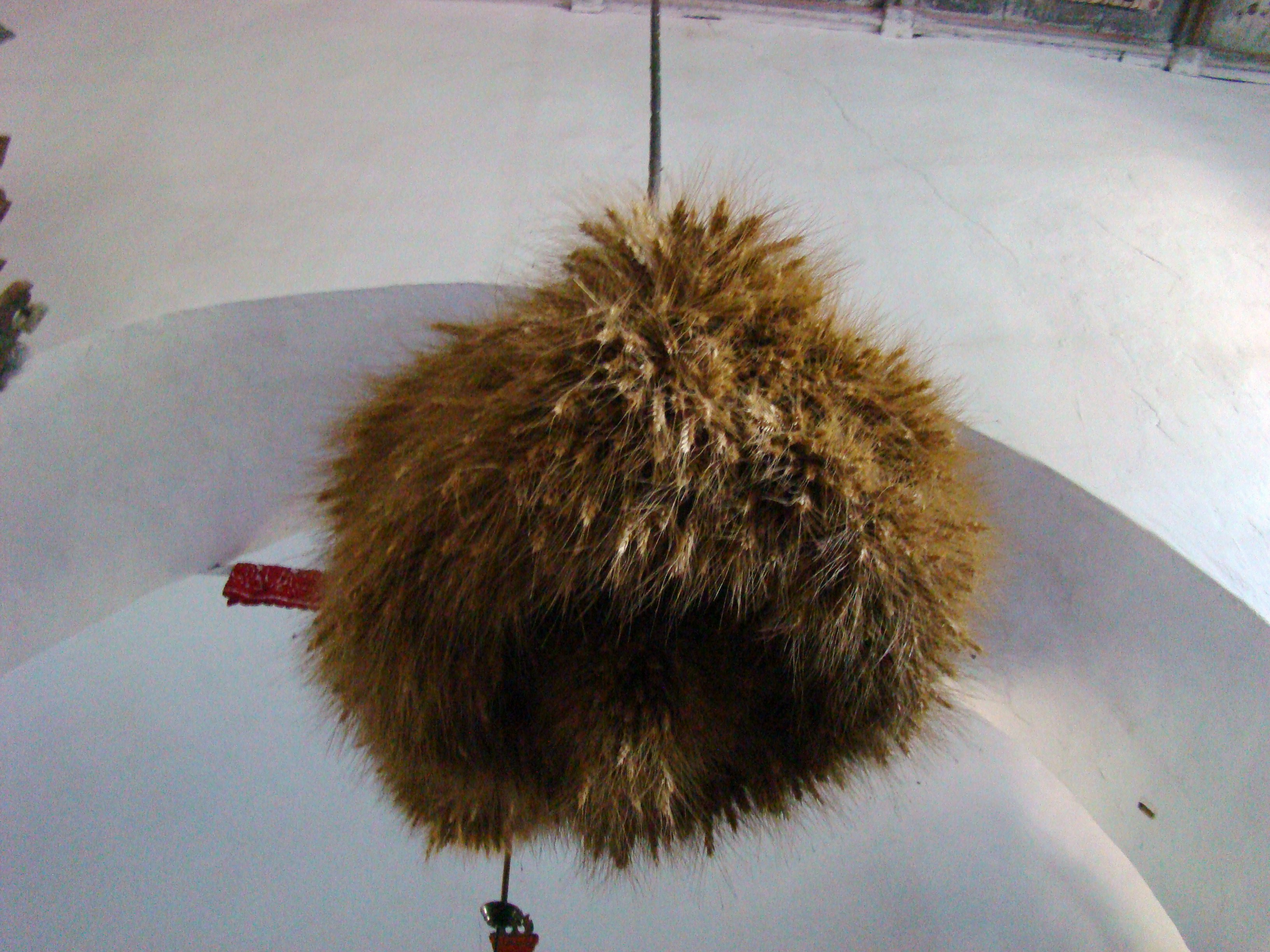
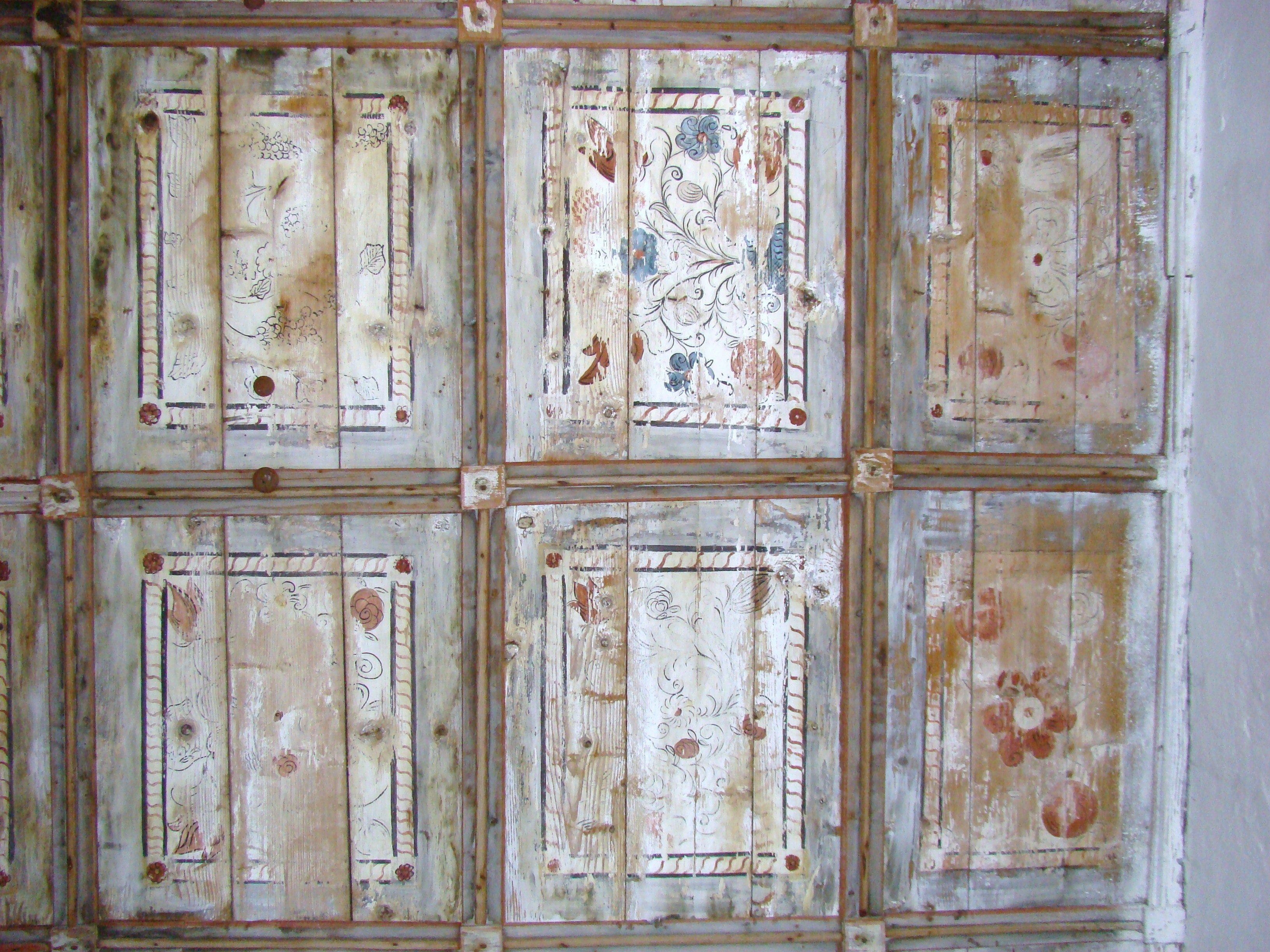
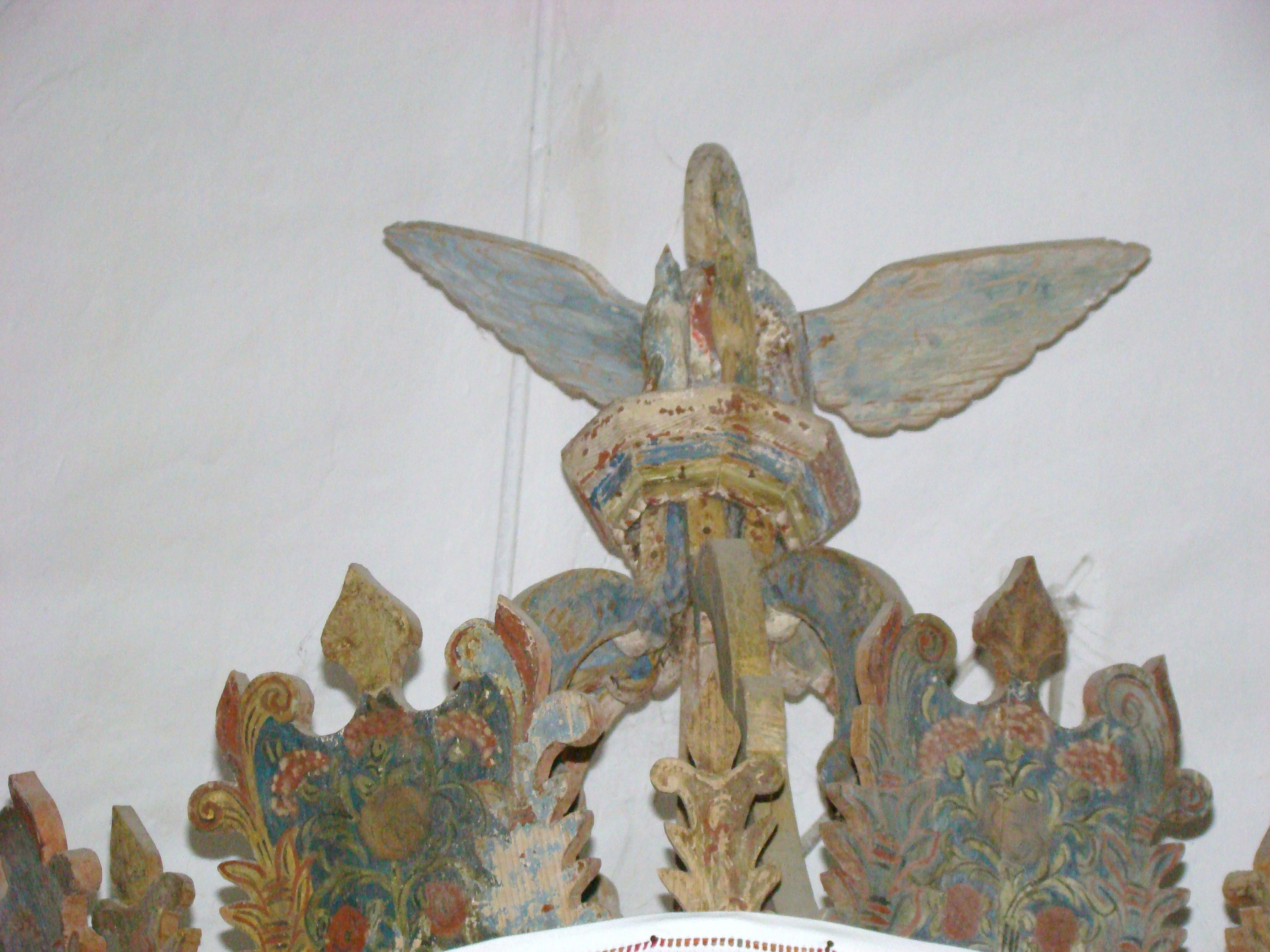
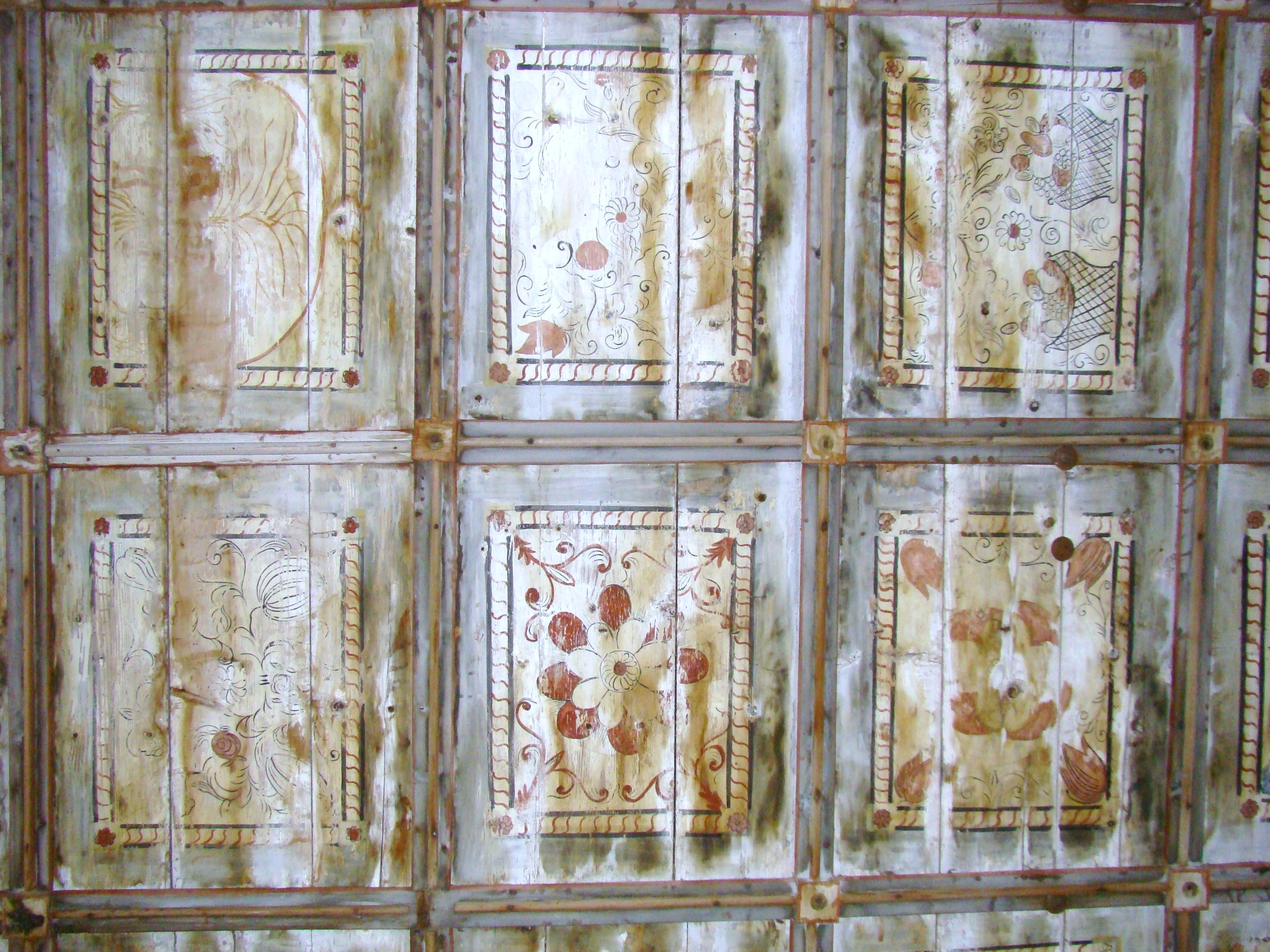
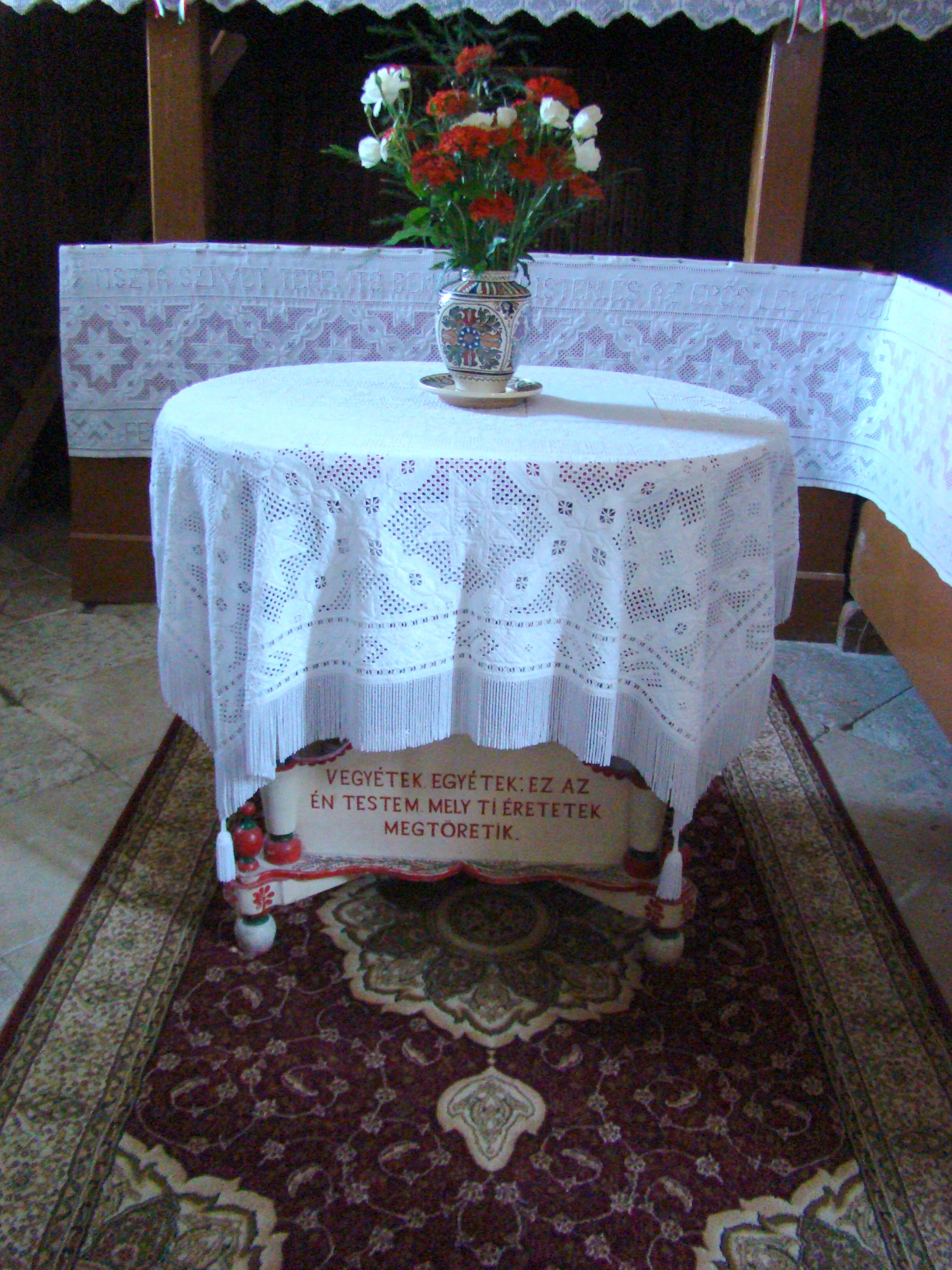
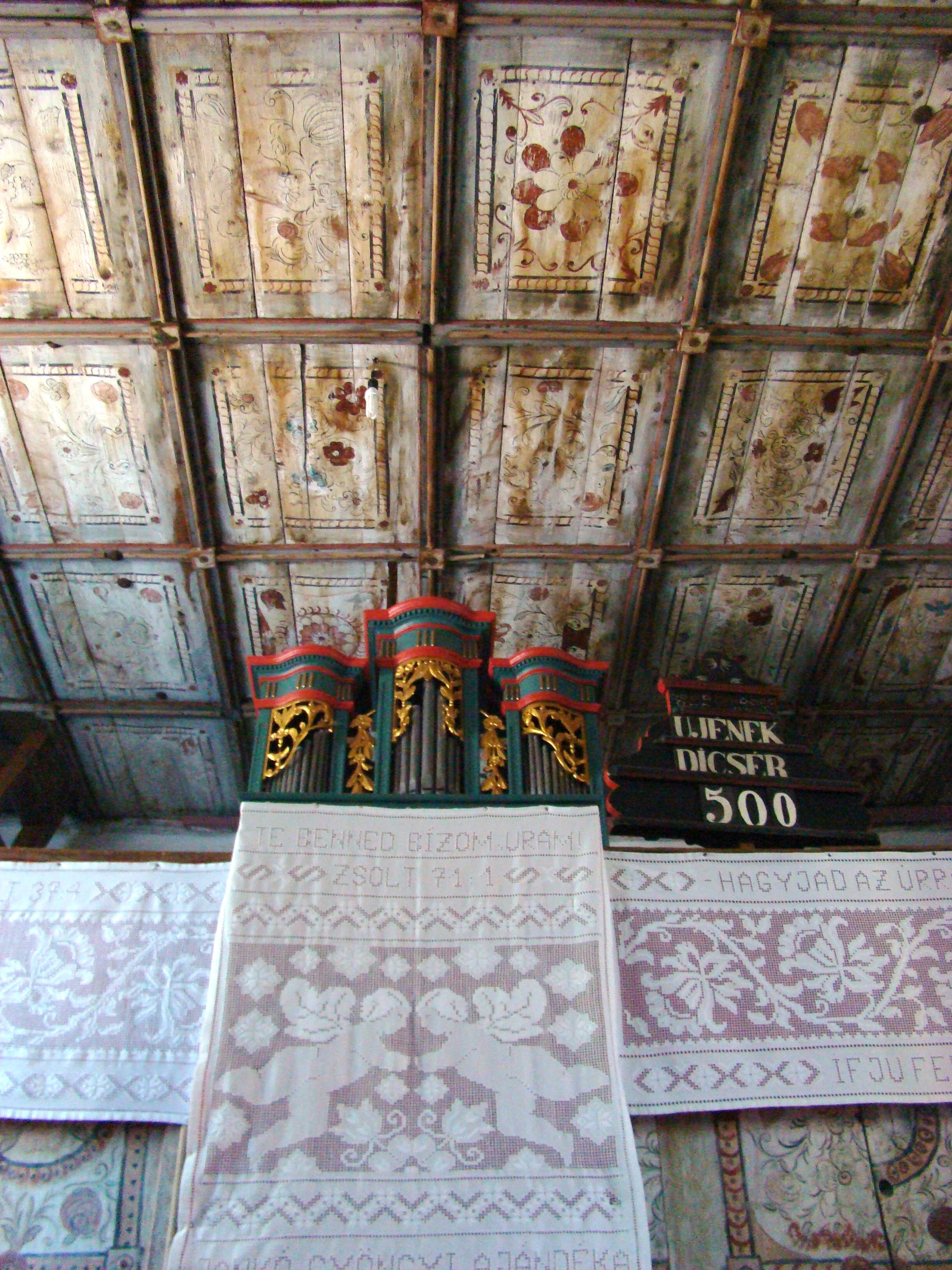
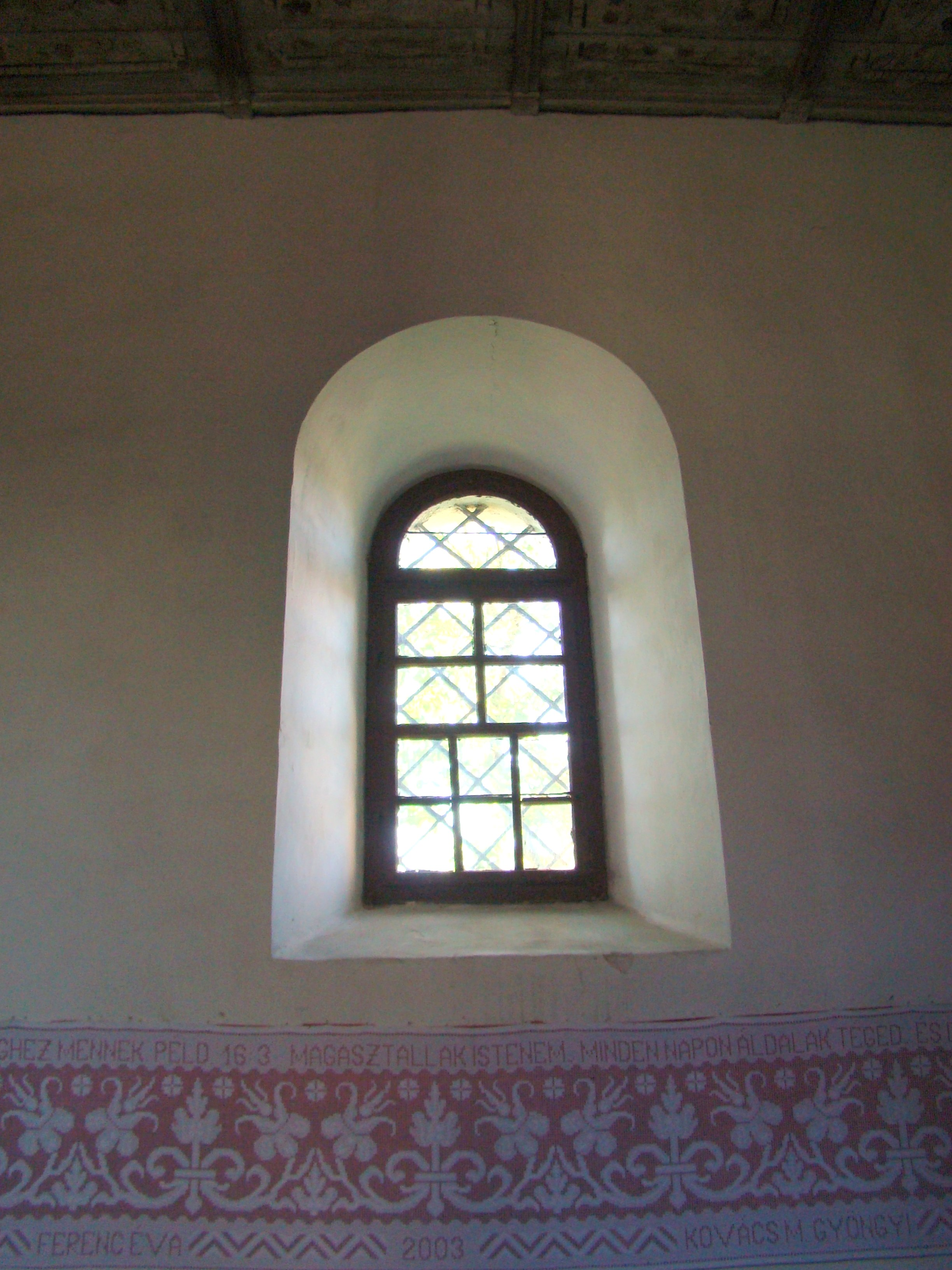
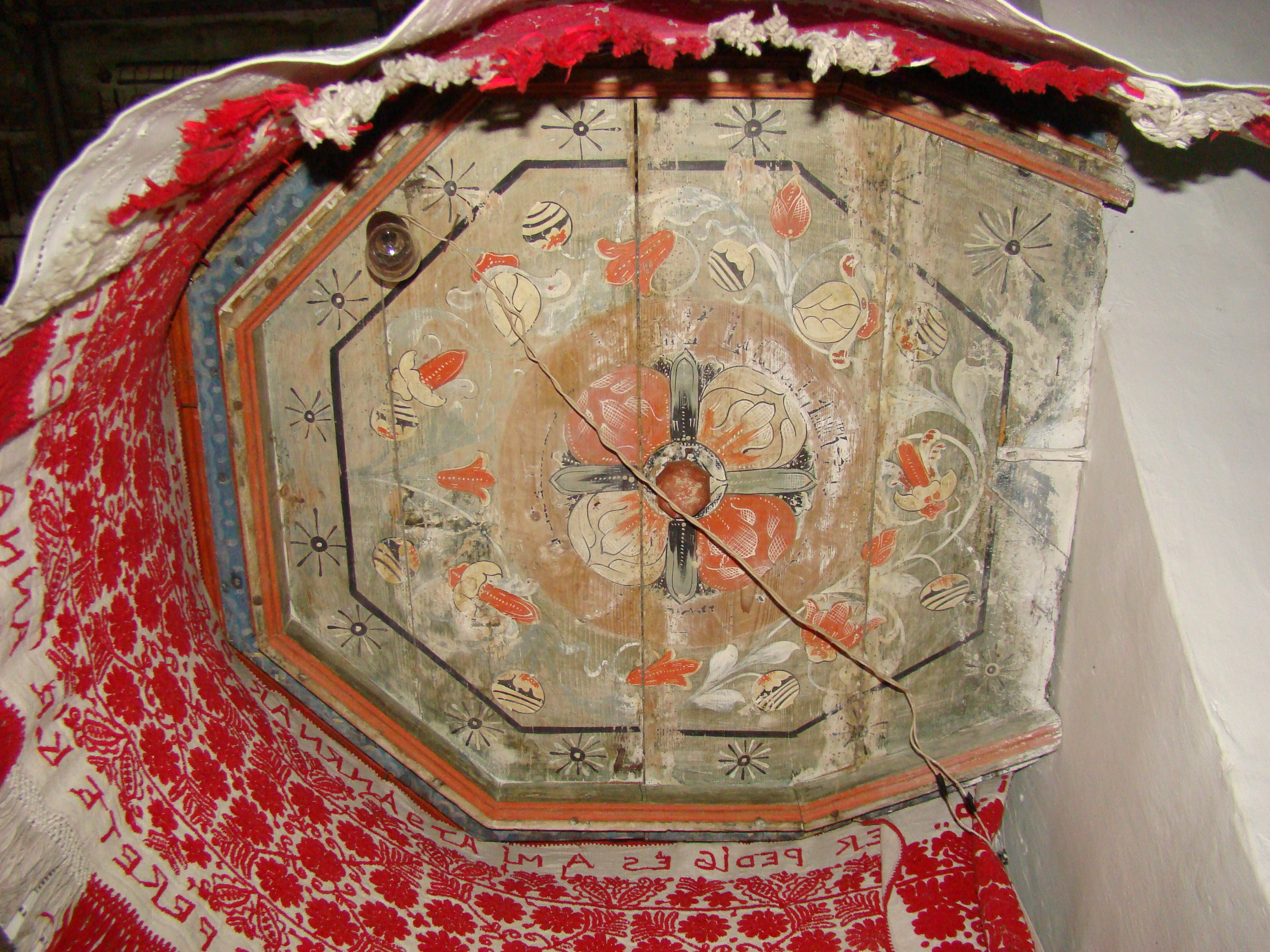
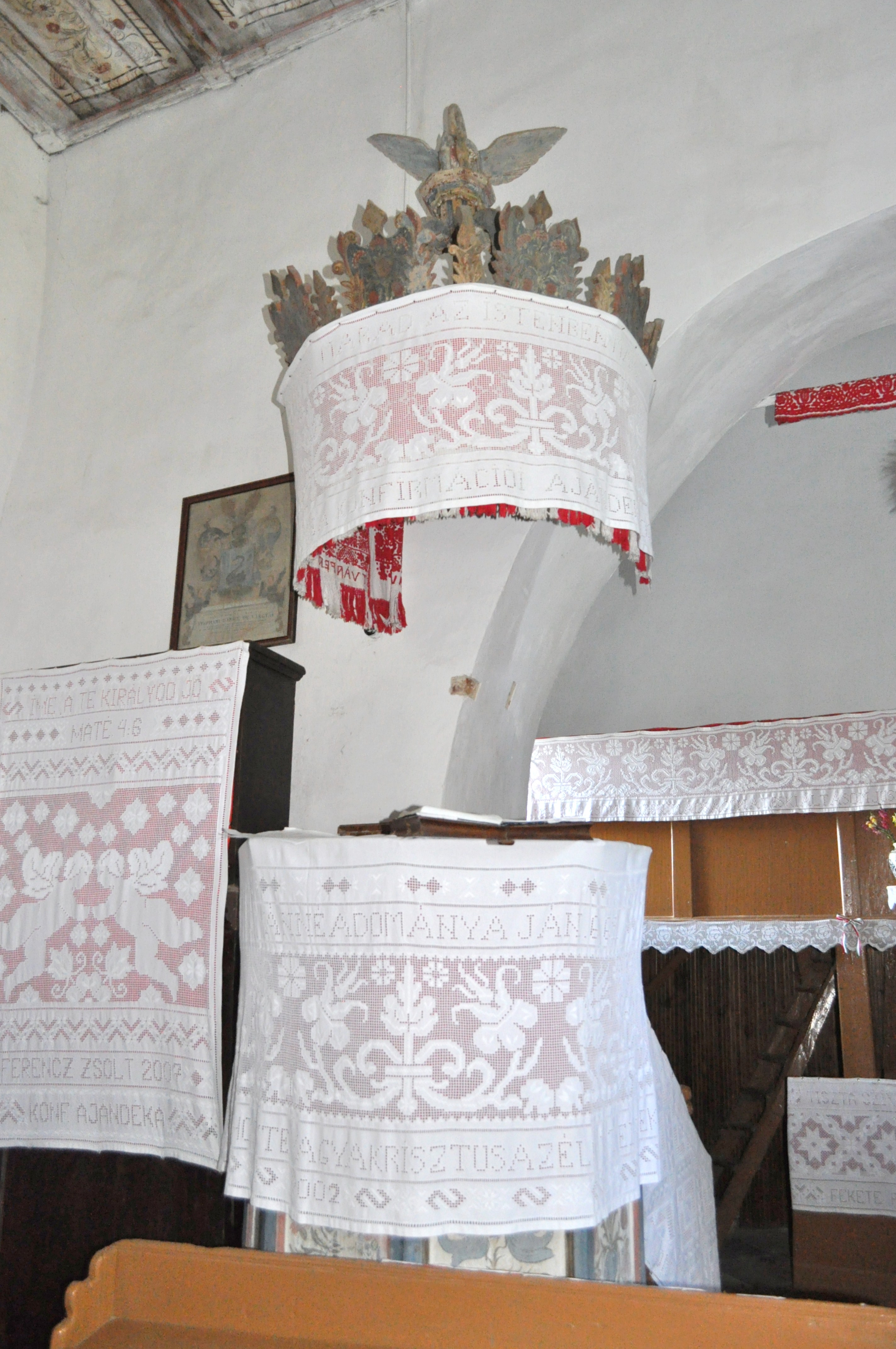
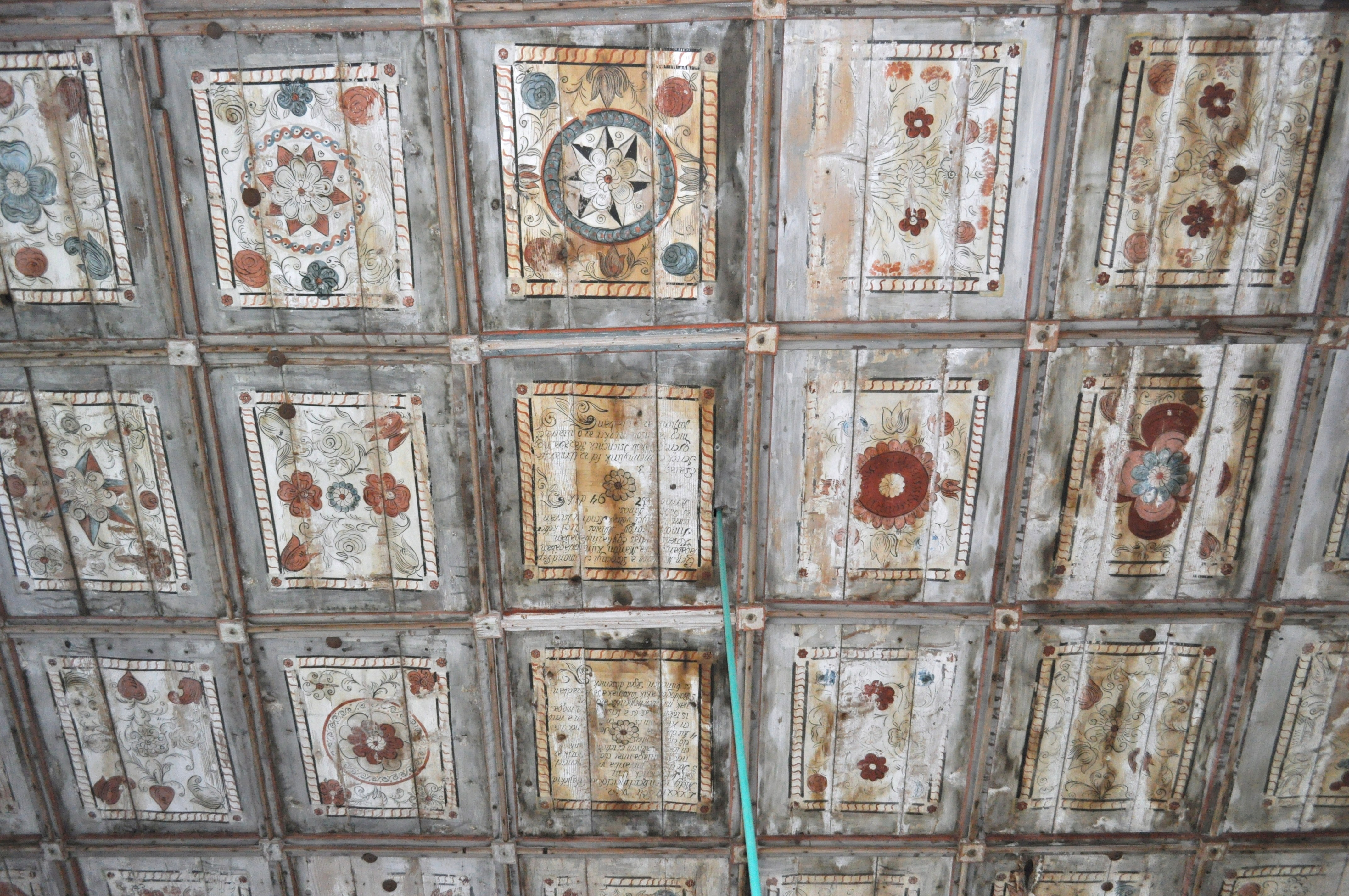
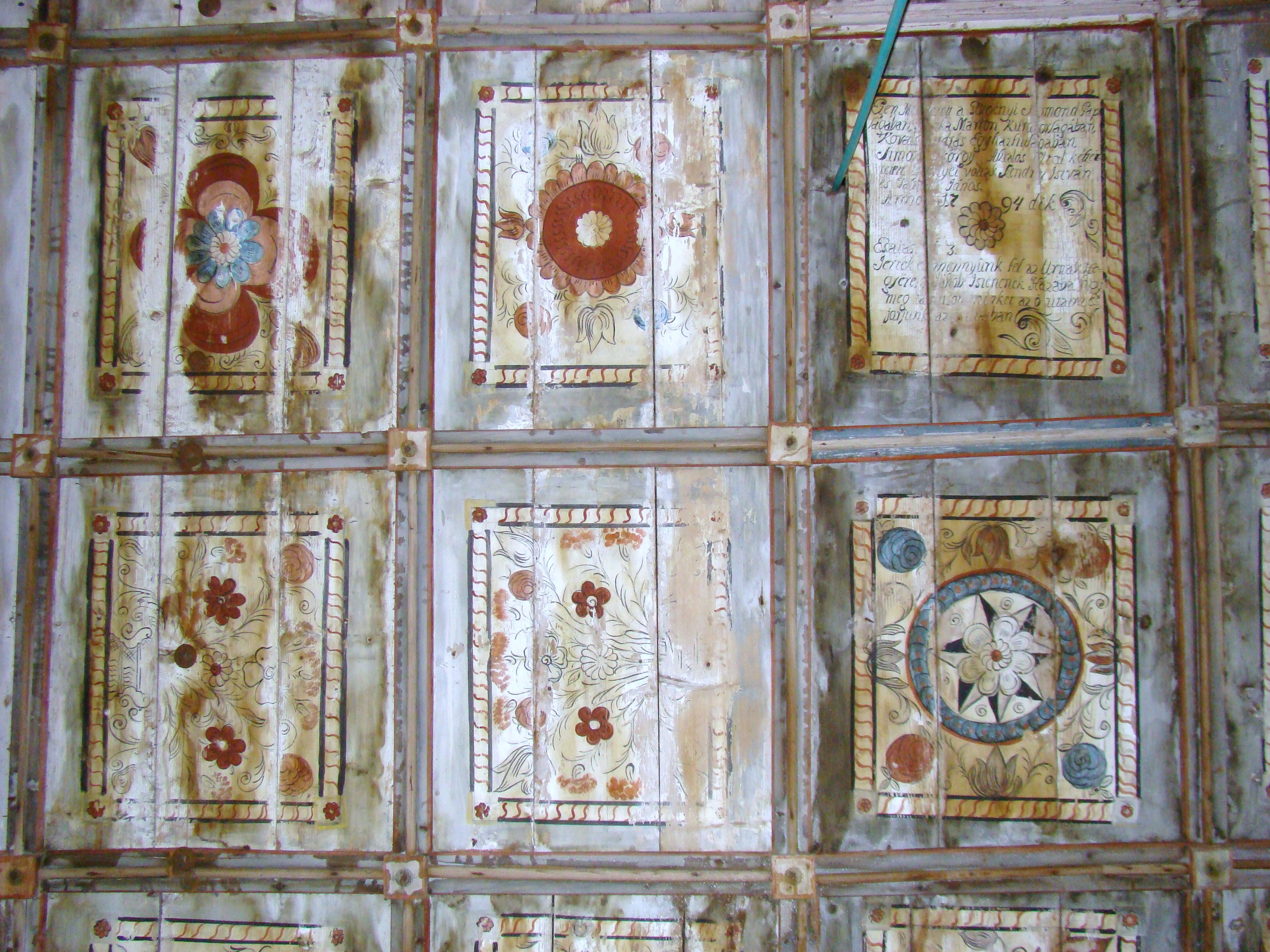
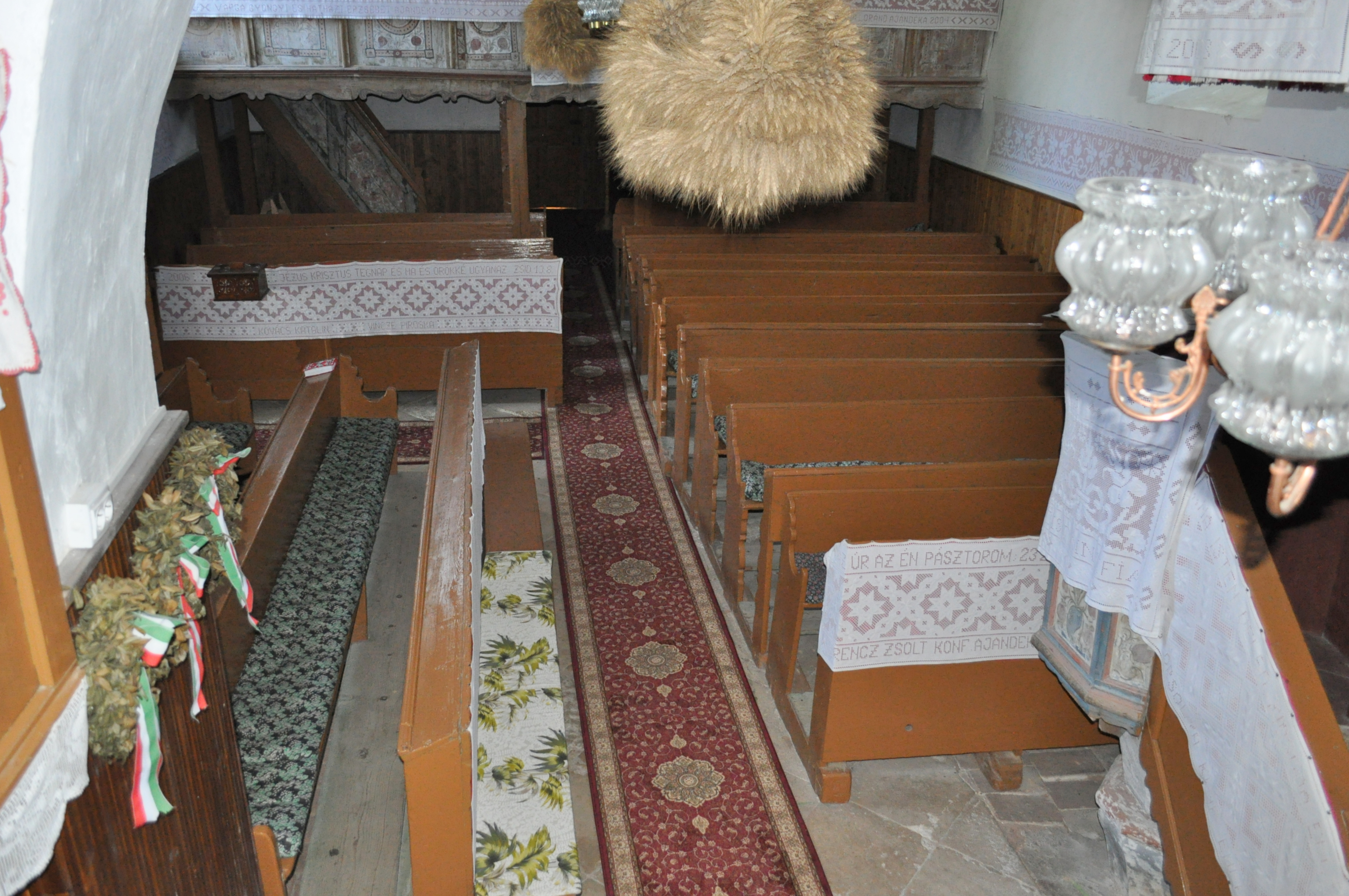
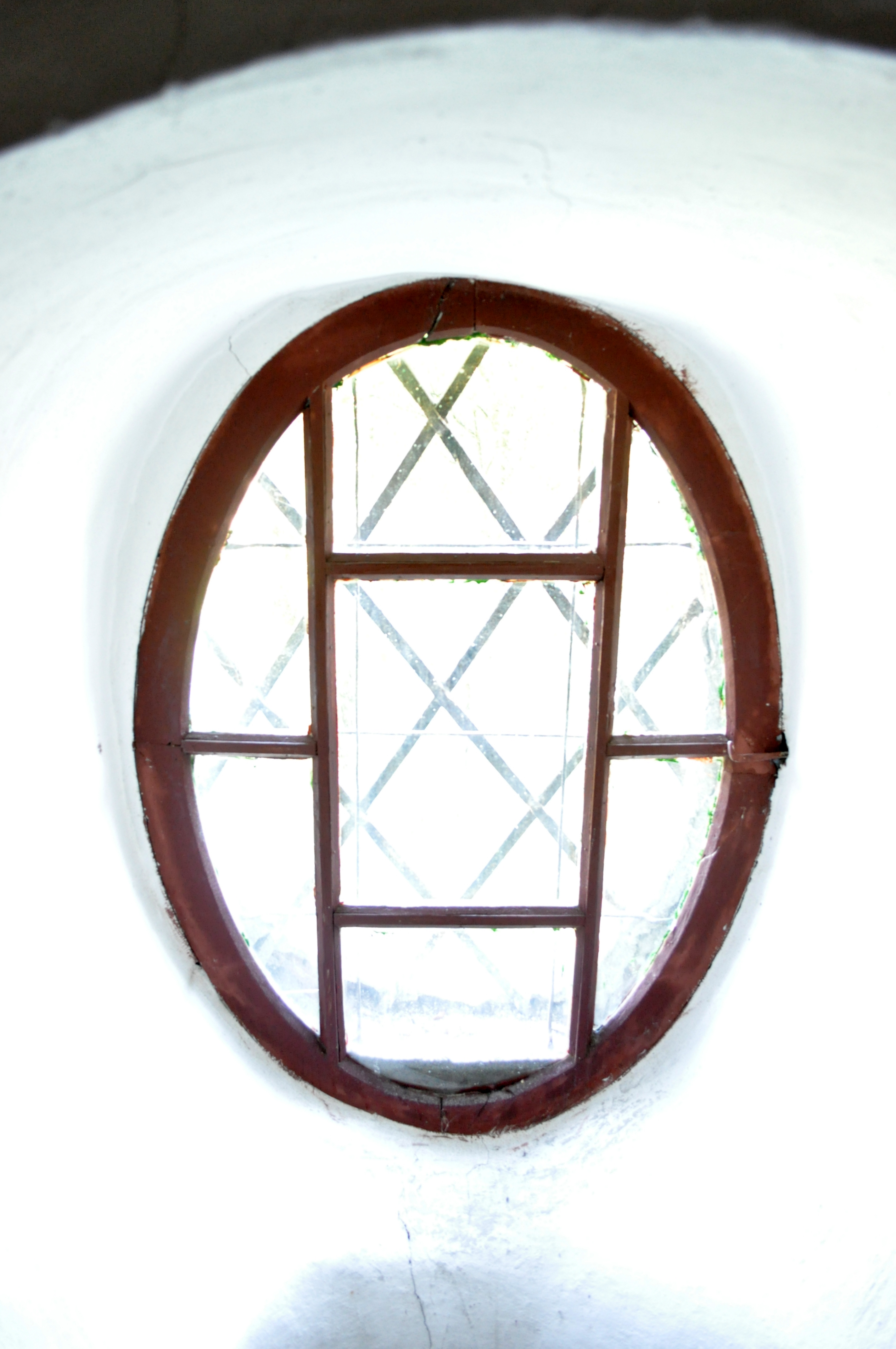
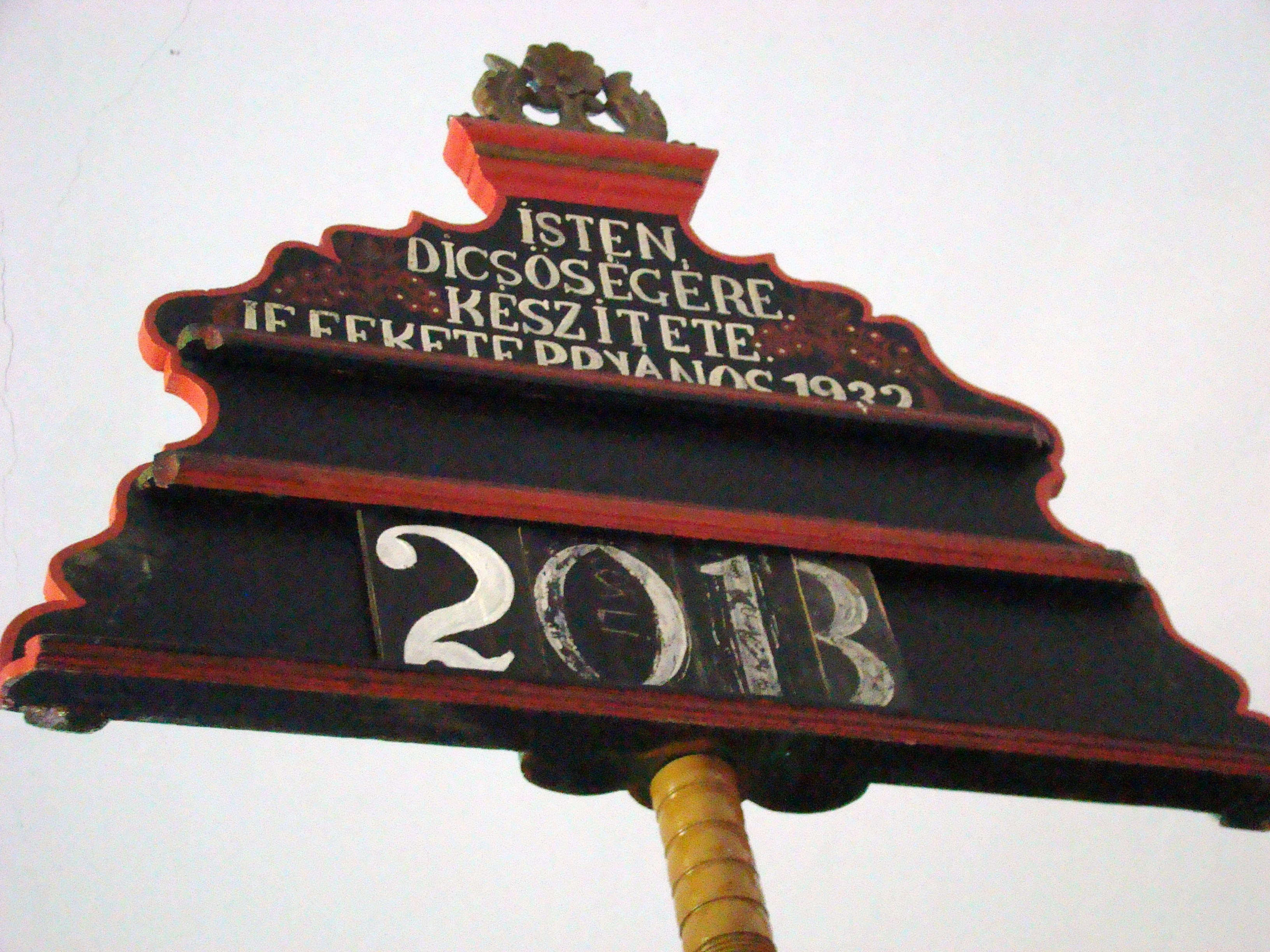
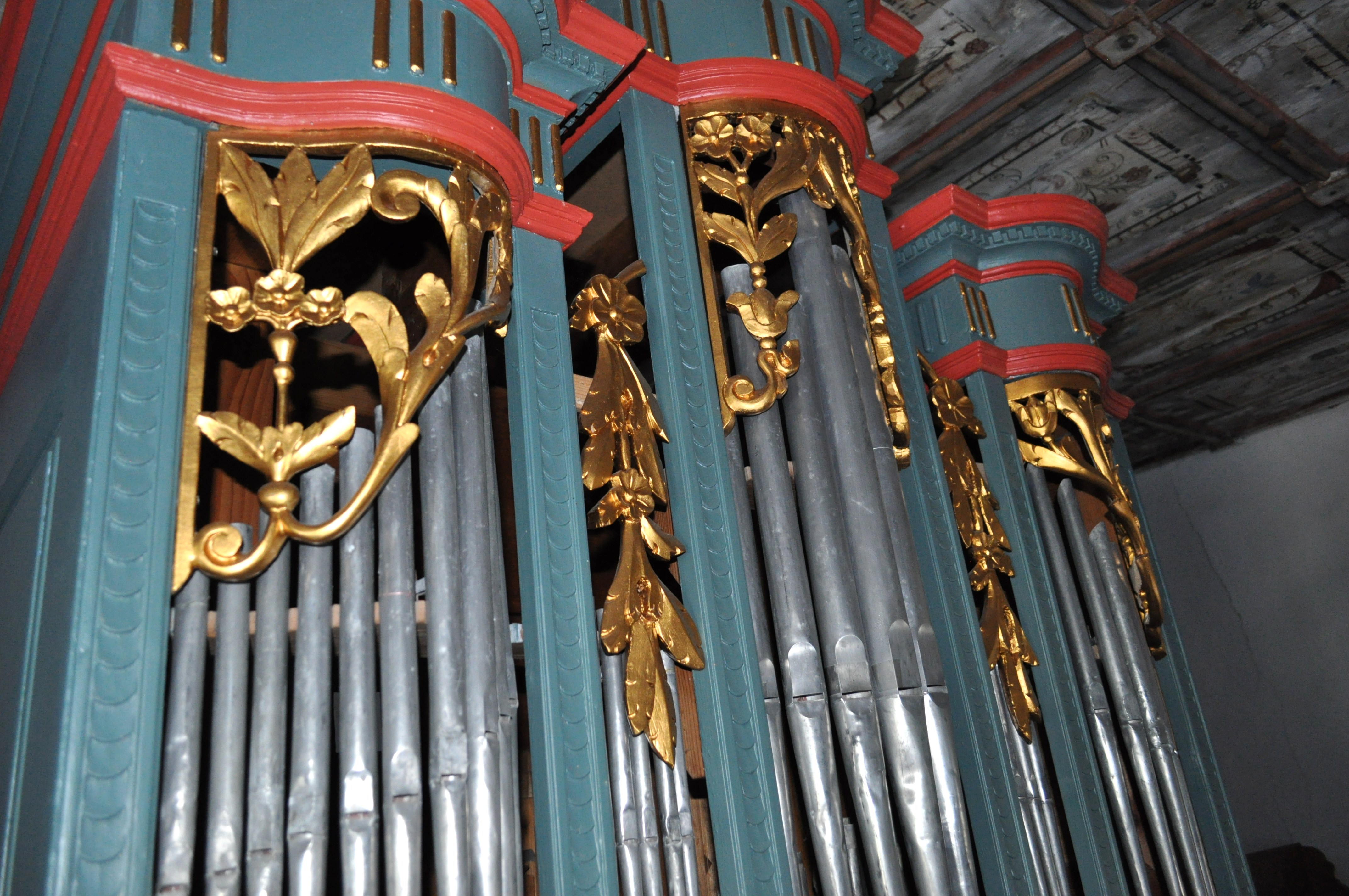
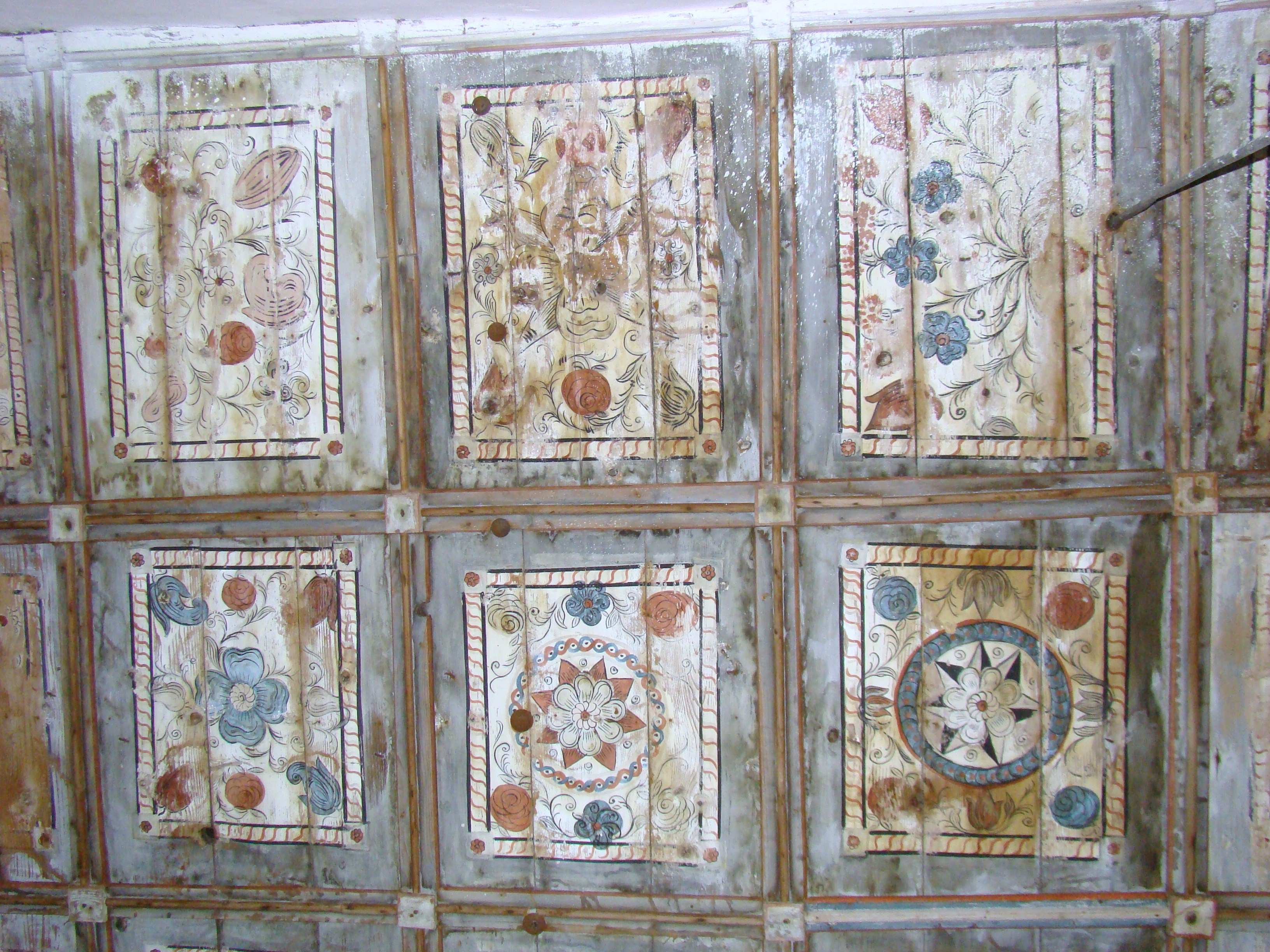
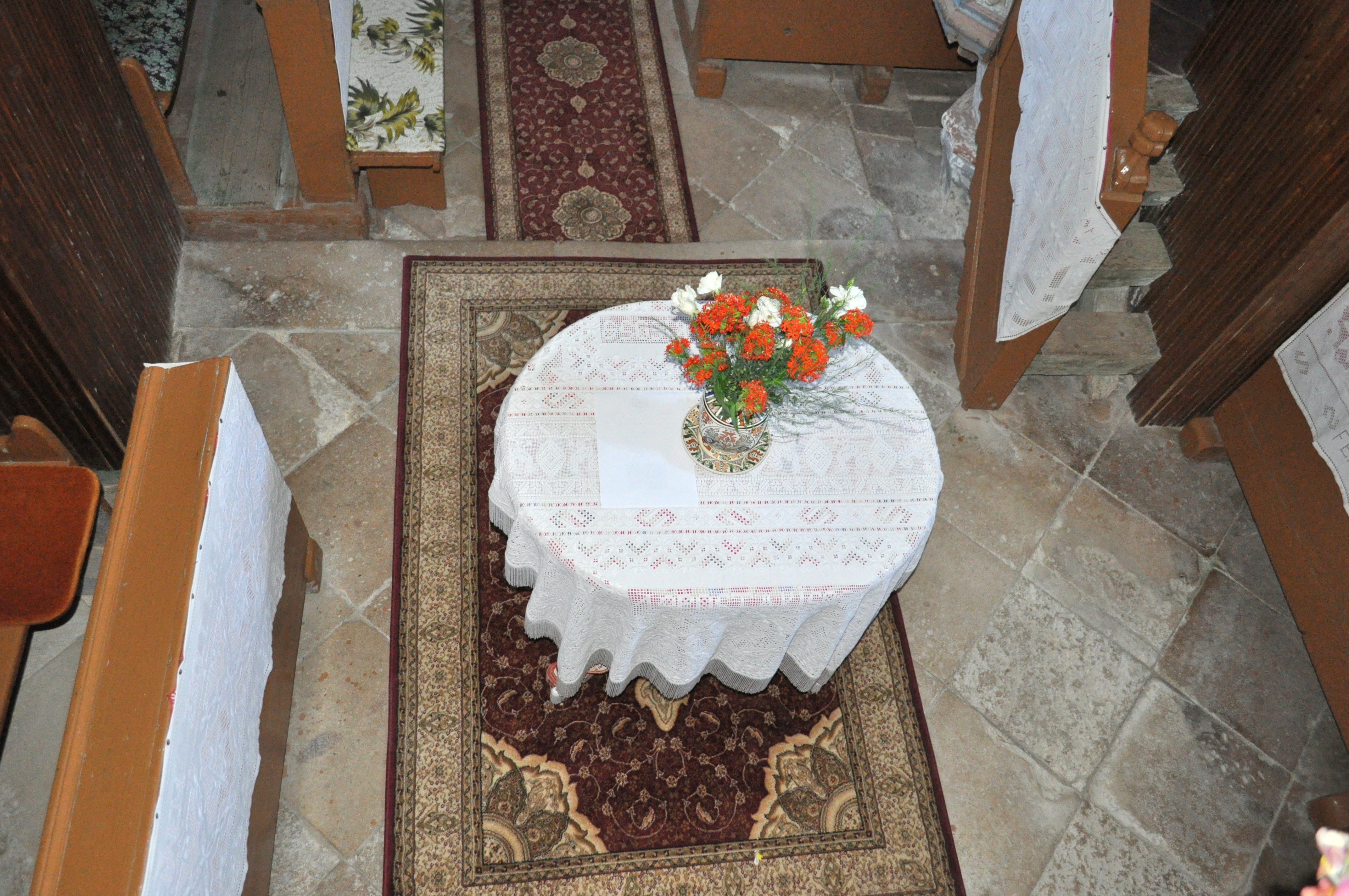
Masa Domnului